# Bistum Sunyani (römisch-katholisch)
Das Bistum Sunyani (lat.: Dioecesis Sunyaniensis) ist eine in Ghana gelegene römisch-katholische Diözese mit Sitz in Sunyani. Es umfasst die nördlichen Distrikte der Bono Region: Sunyani, Berekum, Dormaa, Tain, Jaman South, Jaman North und Wenchi.

## Geschichte
Papst Paul VI. gründete es mit der Apostolischen Konstitution Africa tellus am 6. Juli 1992 aus Gebietsabtretungen des Bistums Kumasi und es wurde dem Erzbistum Cape Coast als Suffragandiözese unterstellt wurde. Am 17. Januar 2002 wurde es dem Erzbistum Kumasi als Suffraganbistum unterstellt.
Teile seines Territoriums verlor es zugunsten der Errichtung folgender Bistümer:
- 3. März 1995 an das Bistum Konongo-Mampong;
- 24. Oktober 1997 an das Bistum Goaso;
- 28. Dezember 2007 an das Bistum Techiman.

## Bischöfe von Sunyani
- James Kwadwo Owusu (1. März 1973 – 28. Dezember 2001, gestorben)
- Matthew Kwasi Gyamfi, seit dem 14. April 2003

## Statistik
| Jahr | Bevölkerung | Bevölkerung | Bevölkerung | Priester     | Priester         | Priester       | Priester               | Ständige Diakone | Ordensleute  | Ordensleute      | Pfarreien |
| Jahr | Katholiken  | Einwohner   | %           | Gesamtanzahl | Diözesanpriester | Ordenspriester | Katholiken je Priester | Ständige Diakone | Ordensbrüder | Ordensschwestern | Pfarreien |
| ---- | ----------- | ----------- | ----------- | ------------ | ---------------- | -------------- | ---------------------- | ---------------- | ------------ | ---------------- | --------- |
| 1980 | 119.635     | 950.000     | 12,6        | 34           | 7                | 27             | 3.518                  |                  | 30           | 34               | 13        |
| 1990 | 165.777     | 1.268.000   | 13,1        | 48           | 28               | 20             | 3.453                  |                  | 27           | 80               | 20        |
| 1999 | 135.203     | 1.600.000   | 8,5         | 60           | 44               | 16             | 2.253                  |                  | 25           | 60               | 22        |
| 2000 | 144.905     | 1.603.000   | 9,0         | 53           | 41               | 12             | 2.734                  |                  | 24           | 62               | 22        |
| 2001 | 156.481     | 1.603.000   | 9,8         | 55           | 44               | 11             | 2.845                  |                  | 19           | 55               | 22        |
| 2002 | 144.905     | 1.609.000   | 9,0         | 63           | 51               | 12             | 2.300                  |                  | 13           | 59               | 24        |
| 2003 | 175.624     | 1.987.000   | 8,8         | 72           | 59               | 13             | 2.439                  |                  | 23           | 54               | 27        |
| 2004 | 177.381     | 1.995.893   | 8,9         | 60           | 46               | 14             | 2.956                  |                  | 23           | 59               | 31        |
| 2007 | 122.584     | 737.657     | 16,6        | 65           | 56               | 9              | 1.885                  |                  | 7            | 54               | 27        |